# Яхимовщина (Воложинский район)
Я́химовщина (бел. Я́хімаўшчына) — деревня в Воложинском районе Минской области Белоруссии. Входит в состав Вишневского сельсовета (до 2013 года входила в состав Богдановского сельсовета). Население 28 человек (2009).

## География
Яхимовщина находится в 16 километрах к юго-западу от центра сельсовета, села Вишнево, и в 38 километрах на юго-запад от Воложина. Площадь — 19,5 гектаров. Соединена грунтовыми автомобильными дорогами с близлежащими деревнями Войганы и Мостище. На западе и северо-западе деревни протекает река Черница, впадающая в Западную Березину. По южной границе деревни проходит граница Минской области с Эйгердовским сельсоветом Ивьевского района Гродненской области. В 5 километрах восточнее деревни начинается Налибокская пуща.
Через деревню проходит местная автомобильная дорога общего пользования H-8278 Богданово — Яхимовщина.
Ближайший железнодорожный остановочный пункт Яхимовщина (железнодорожная линия Молодечно — Лида) расположен в 2 километрах западнее деревни.

## История
Во времена Речи Посполитой Яхимовщиной называлась территория имения с фольварком и Яхимовщинской пущей, простиравшейся до Бакшт. На территории 3500 гектар располагались 80 разрозненных крестьянских хозяйств. Яхимовщина находилась в собственности Сапег до 1650 года, когда после смерти Томаша Сапеги территория была разделена между его кредиторами. Имение Яхимовщина, вокруг которого позднее образовалась данная деревня, перешло Куликовским.
Во время Северной войны 11 апреля 1702 года фольварк Яхимовщина был разграблен хоругвью стражника ВКЛ Людвика Поцея.
В 1744 году территорию Яхимовщины объединил Томаш Чехович и присоединил к своему имению Богданово. Объединение происходило путем покупки земли у предыдущих владельцев, а также через судебные иски.
В 1795 году после Третьего раздела Речи Посполитой вошла в состав Ошмянского уезда Виленской губернии Российской империи.
В 1817 году имущество Чеховичей было поделено между кредиторами, и Яхимовщина вновь оказалась раздробленной.
Между 1834 и 1844 годами значительную часть земель около деревни выкупила Анна Поплавская из рода Скибинских. Поплавские организовали здесь винокуренное производство. Семья Поплавских владела Яхимовщиной до присоединения Западной Беларуси к СССР в 1939 году и последовавшей национализации земли.
С 1921 по 1939 годы находилась в составе Трабской гмины Воложинского повета Новогрудского воеводства межвоенной Польши.
С 4 декабря 1939 года — в составе Воложинского повета Барановичской области БССР. С 15 января 1940 года — в составе образованного Юратишковского района Барановичской области.
C конца июня 1941 года до начала июля 1944 года оккупирована немецкими войсками в ходе Второй мировой войны.
В 1944—1960 годах — в Молодечненской области, с 20 января 1960 года — в составе Ивьевского района Гродненской области. С 13 февраля 1960 года — в составе Богдановского сельсовета Ошмянского района, с 25 декабря 1962 года — в Ивьевском районе, с 6 января 1965 года — в Воложинском районе Минской области.
28 мая 2013 года Богдановский сельсовет был упразднён, территория присоединена к Вишневскому сельсовету.

## Застройка
Деревня имеет уличную планировку, на которых расположены дома с участками для личного подсобного хозяйства. Все жилые дома одноэтажные и деревянные. Наиболее активно застройка осуществлялась в 1950-60-е годы. Максимальное количество жилых домов достигало 30. В настоящее время многие дома незаселены.